# فن صالح للأكل

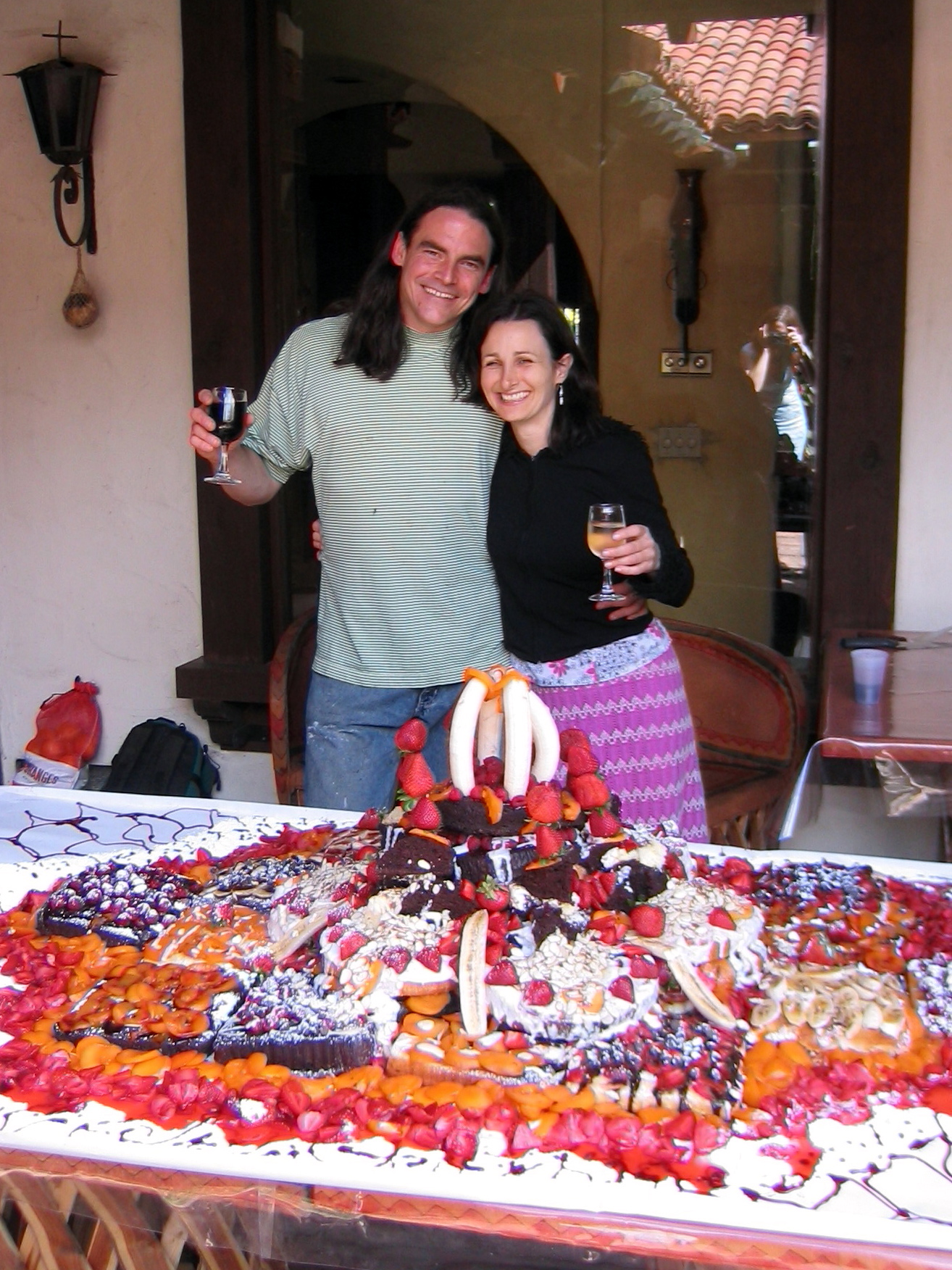

فن صالح للأكل يشير إلى الطعام الذي تم إنشاؤه ليكون فنًا. يتميز عن Edible Arrangements (والذي يتكون في الغالب من الفاكهة) لأنه عادة ما يكون طعام حلويات أكثر تفصيلاً.وهناك شكل شائع للفنون الصالحة للأكل هو كعكات الزفاف ، ولكن خيارات الحلويات الفنية تتراوح إلى أبعد من الاحتفالات الزوجية. وتشمل الكعك المصنوع في الفن كعكات عيد الميلاد ، الاحتفال بمولد الطفل ، والاحتفالات التخرج ، والعديد من أنواع أخرى من الحدث.تبدو كل قطعة فريدة من نوعها ، حتى لو تم إنشاؤها لنفس الحدث ، لأن كل منشئ لديه فكرة خاصة به عند إنشاء فنه الغذائي.